# Иосиф (Аргутинский-Долгорукий)
Иосиф (в миру князь Аргутинский-Долгорукий; армянское имя Овсеп Аргутян или Аргутян-Еркайнабазук; арм. Հովսեփ Բ Արղության Երկայնաբազուկ; 1743, Тифлис (ныне — Тбилиси) — 9 (21) марта 1801, Тифлис) — католикос всех армян, являлся идейным сторонником Российской ориентации Армении.

## Биография
Помогал русским властям в отношениях с кавказскими народами. В 1792 при р. Днестре, между реками Чёрной и Черницей, Иосиф основал г. Григориополь, в котором поселились многочисленные христианские выходцы из Молдавии, Валахии и Бессарабии.
В Закавказье, благодаря Иосифу, присоединились к России шамахинский и шушинские ханы, приняли русское подданство многие из карабахских меликов и более 30 тыс. армян переселилось в пределы России. За эти услуги России император Павел в 1800 признал род Иосифа в княжеском достоинстве русской империи и утвердил его в сане патриарха всего армянского народа.
В царствование Павла I патриарху Армянскому Иосифу, его братьям и племянникам был пожалован титул князей Аргутинских-Долгоруких (Долгоруковых). Первая часть — русифицированная фамилия патриарха, вторая — русский перевод прозвища персидского царя Артаксеркса I («длинная рука»: по сообщению Плутарха, его правая рука была длиннее левой), на происхождение от которого претендовала семья Иосифа.
Избранный католикос Иосиф скончался 9 (21) марта 1801 года в Тифлисе по пути в Эчмиадзин и не был интронизован. Похоронен в церкви св. Гаяне в Вагаршапате, близ Эчмиадзинского монастыря.
В 1999 году в Ростове-на-Дону в Пролетарском районе (бывший Нахичевань-на-Дону) Иосифу Аргутинскому был открыт памятник.

## Произведения
Речи Иосифа были напечатаны на армянском языке с русским переводом. Ему принадлежат:
- «Слово на освящение армянской церкви в СПб.» (СПб., 1780),
- «Речь, говоренная на случай пожалования ему ордена святой Анны» (1799),
- «Таинство крещения армянской церкви» (с армянского, СПб., 1799),
- «Чин, священные и божественные литургии армянской церкви» (СПб., 1799),
- «Исповедание христианской веры армянской церкви» (СПб., 1799).